# GPRO
GPRO (Giants Produções) é um grupo moçambicano de Hip-Hop. O grupo foi formado no ano 2000 num torneio chamado “Txova” este projecto tinha como objectivo recrutar jovem talentosos, o grupo é actualmente formado pelos rapper Duas Caras e Trez Agah.

## História
Tudo começa no ano 2000, com a produção de torneios que visavam a descoberta de jovens talentos projecto Txova. Txova foi o palco onde vários jovens puderam mostrar as suas qualidades musicais estavam lá rappers, Djs e produtores.
No projecto Txova destacaram-se vários rappers (MCs) e dois deles foram convidados a integrar o projecto GPROFam, o qual resultou no lançamento do primeiro CD de Hip-Hop feito em Moçambique.
2003 - Um Passo em Frente
Nascia assim, em 2003, o CD "Um Passo em Frente", da autoria de Duas Caras, Sem Paus e Djo (DJ e Gerente).
"O País da Marrabenta", um dos temas do álbum que teve crítica social incisiva e que inclusive chegou a ser censurada, o single foi a cara do CD e o tema rendeu e deu a popularidade a nível nacional e internacional e o prémio DA VINCI da revista TVZINE na categoria Melhor Música de 2003.
"Condenado" a ser confundido com um grupo musical devido ao grande sucesso deste projecto, nomeadamente o CD "Um Passo em Frente", a GPRO carrega até hoje o "pesado fardo" dessa troca involuntária de designações (grupo musical).
(2008-2009) - Traições Da Tecnologia & GPRO Mixtape Vol.1
Quando o ritmo de produção estava no seu melhor, o inesperado aconteceu. Em Fevereiro de 2008 o disco duro do computador do estúdio queimou.
Muito trabalho foi perdido, sem descurar a parte psicológica dos vários intervenientes do grupo que ficou muito afectada. Quantificando as perdas, a maior seria o muito esperado álbum de Trez Agah, que na altura já estava pronto. Depois de quase dois meses em infrutíferas tentativas de recuperação dos dados perdidos, foi decisão unânime olhar para o futuro e reiniciar o processo de gravação.
Nesse espírito, é lançado o projecto "GPRO MIXTAPE Vol.1" e G2 junta-se o grupo para trabalhar numa primeira fase como técnico de estúdio e produtor, no entanto, foi demonstrando outras qualidades e num curto espaço de tempo o grupo decidiu quebrar com os moldes que a caracterizava (Grupo de Hip-Hop) e lança G2 como "R&B singer" com os temas "BOUNCE THATA**" e "Quero Uma Friend".
Os resultados foram imediatos: "Quero Uma Friend" liderou por mais de duas semanas os tops nacionais de votação por SMS na mesma altura, Trez Agah lança a música e vídeo "Meu Estilo". O vídeo liderou por várias semanas o top do programa Music Box, também de votação por SMS.
2009 Inicia com o lançamento da "GPRO Mixtape Vol.1", um projecto que reuniu vários rappers da velha e nova escola.
MOMENT2
É também lançada a música, "Street Vídeo" e single "KaraBoss" de Duas Caras ao lado de G2.
Este período é marcado por um árduo trabalho (de estúdio, angariação de parcerias e planeamento estratégico de implementação dos vários projectos do grupo) na perspectiva de no ano seguinte (2010) o grupo voltar ao mercado com todo o fulgor. Em Outubro do mesmo é lançado o single "Amor & Drama" de G2, prelúdio para o seu álbum"MOMENT2".Dezembro de 2009 marca o lançamento do vídeo KaraBoss, uma mega produção da GPRO, que contou com a realização do conceituado Marcel Rutschman. Era o culminar de um ano intenso, cujos resultados seriam visíveis em 2010. 10 anos Na Linha Da Frente e o "MOMENT2" De G2 na comemoração dos seus anos 10 anos de existência, a GPRO agendou uma série de eventos com o objectivo de presentear todos aqueles que sempre deram o seu apoio incondicional o grupo. O pontapé de saída é dado com o lançamento da música "Kara Boss Remix", que contou com participação de uma mescla de rappers de elite da lusofonia nomeadamente: Duas Caras, Kloro, LayLizzy, Sem Paus, Suky, Trez Agah, Sam The Kid, Valete e Mister K.
Seguiu-se o lançamento do vídeo da música "PUNCHLINE", cara do projecto "Na Linha Da Frente" era o início da campanha GPROFriends.
A identidade GPROFRIENDS foi criada para reconhecer todos aqueles que têm a atitude de valorizar, reconhecer e apoiar o trabalho do grupo, comprando as suas músicas e marcando a sua presença nos espectáculos, 8 de Maio fica registado como o dia do lançamento do álbum "Na Linha Da Frente", o 2º da história do grupo GPRO.O CD foi uma compilação de temas da autoria de Duas Caras, Trez Agah e G2, com participações de artistas nacionais e internacionais.
O álbum foi distribuído a nível nacional através dos GPROFRIENDS espalhados pelos vários pontos do país e a nível internacional através das lojas online (iTunes, Amazon, Napster, Rhapsody e NOKIA).
Nessa data, a GPRO, com grande auxílio dos GPROFRIENDS, fez história ao causar a maior enchente, jamais vista em Moçambique, para a compra de um CD de música jovem
Na Linha Da Frente
Moçambicana. Em apenas duas horas, foram vendidas 430 cópias do "Cd Na Linha Da Frente".Um recorde nacional e um marco para a história da grupo. Em Julho do mesmo ano a GPRO realizou o show de lançamento do álbum “Na Linha Da Frente", que foi o melhor show ao vivo com banda de HipHop do ano 2010.
Em Outubro de 2010, mais uma vez, o estrondo do sucesso volta a afectar o grupo. O rapper Duas Caras anuncia a sua saída. O grupo mantém-se firme e trabalha no projecto "MOMENT2" do cantor G2.
Entretanto, o árduo trabalho de 2009 é reconhecido e a GPRO é parabolizado com os prémios de Melhor Música Hip-Hop, Melhor Rap e Melhor Produtor, no Mozambique Music Awards (MMA) – todos para a música "Kara Boss".
Em Novembro, é lançado o vídeo "Anti-Chula" de G2, single do projecto "MOMENT2". No dia 4 de Dezembro, a GPRO lança "MOMENT2", terceiro álbum da história do grupo. Desta vez, quebra o seu próprio recorde e vende 437 cópias em duas horas. Era o culminar de um ano intenso, em que todas as metas estabelecidas que foram cumpridas.
Próximo Ano
"Próximo Ano", Single da autoria de G2 e TrezAgah (GPRO), com participação do Hernâni da Silva, lançada em Março de 2011, é a transmissão da intenção do grupo em dar continuidade ao excelente trabalho dos anos transactos.
No decurso desse ano, os artistas fazem vários shows dentro e fora do país, no entanto, por motivos de força maior, o GXTUDIO é deslocado para outro local, factor que dificultou em demasia a produtividade da outrora.
Disco Duro
Disco Duro é uma criação do rapper Trez Agah para exteriorizar o seu sentimento em relação a perda do seu álbum, em 2008. Pese embora os prémios recebidos sejam sempre sinal do reconhecimento do público e dos críticos especializados de que o trabalho foi bem executado, 2011 foi um ano muito abaixo dos habituais níveis de produtividade que o grupo já havia consolidado.
(2011-2012) - Reconstrução Do Grupo
Depois do retrocesso de 2011, 2012 inicia com mais uma baixa o cantor G2 anuncia a sua saída do grupo para abraçar projectos pessoais.
Porque recomeçar ou seguir em frente sempre fez parte do dicionário "GPRO"?
O grupo terminou com sucesso a reconstrução do novo estúdio e reestruturou a equipa de trabalho para que ainda voltasse aos palcos no estilo irreverente que lhe é peculiar.
A acompanhar esta fase de renovação, a GPRO assinou com a empresa de telefonia móvel (Mcel) um contrato de patrocínio, cujo objectivo é impulsionar as actividades da GPRO, sempre direccionada para a prospecção e promoção da música jovem feita em Moçambique e na transmissão de mensagens e atitudes positivas para a Sociedade.
Assim, estava criada uma base para que o grupo seguisse com os seus projectos e para complementar regressam à casa o Duas Caras (Rapper) e Proofless (Produtor) e entra uma nova cara Rico (Entretainer). Em Outubro, para apresentar os novos membros, o novo projecto discográfico, a GPRO faz um show
2013 - Forever
Após 2 meses de propaganda, em Dezembro, é lançado em simultâneo nas cidades de Maputo, Matola, Beira e Nampula o CD Single homónimo, algo inédito na arena musical Moçambicana.
O CD Single contém três faixas que farão parte do álbum a ser lançado em data a anunciar, donde 2 faixas – Blue Magic e Zona Quente – com vídeos clips lançados no mês de Agosto, em mais uma produção GPRO. O lançamento do álbum Foreva da GPRO fez um grande sucesso nas vendas pelo todo país.

## Discografia
- (2004) Um Passo Em Frente - CD
- (2009) GPRO Mixtape Vol.1 - Mixtape
- (2010) Na Linha da Frente - CD
- (2012) Forever - Single
- (2013) Foreva - CD

## Prémios e indicações

### Mozambique Music Awards(MMA)
A Mozambique Music Awards são prémios anuais apresentados pela BCI para reconhecer a realização excepcional na indústria da música moçambicana.
| Ano  | Trabalho                            | Prémio                      | Resultado | Ref.  |
| ---- | ----------------------------------- | --------------------------- | --------- | ----- |
| 2010 | Kara Boss                           | Melhor Rap                  | Venceu    |       |
| 2010 | Karaboss                            | Melhor Produtor Do Ano      | Indicado  |       |
| 2010 | G2 - Amor e Drama                   | Melhor Música R&B/Soul      | Indicado  |       |
| 2010 | G2 - Mulher Ideal                   | Melhor Música R&B/Soul      | Indicado  |       |
| 2010 | Punchline                           | Melhor Música Hip-Hop/Rap   | Indicado  |       |
| 2011 | Disco Duro                          | Melhor Música Hip-Hop/Rap   | Indicado  |       |
| 2011 | Anti-Chula                          | Melhor Vídeo Musical do Ano | Indicado  |       |
| 2011 | Anti-Chula e Disco Duro             | Música Mais Popular         | Indicado  |       |
| 2011 | Especial (G2 e Mimãe)               | Melhor música R&B-Soul      | Venceu    |       |
| 2011 | Melhor Duo (G2 e Mimãe)             | Melhor artista masculino    | Venceu    |       |
| 2011 | MOMENT2                             | Melhor Álbum                | Venceu    |       |
| 2012 | Próximo ano (G2 e Hernâni Da Silva) | Melhor Produtor Musical     | Indicado  |       |
| 2012 | Próximo ano (G2 e Hernâni Da Silva) | Vídeo Mais Popular          | Indicado  |       |
| 2012 | Próximo ano (G2 e Hernâni Da Silva) | Melhor Música Hip Hop/RAP   | Indicado  |       |
| 2013 | Blue Magic                          | Melhor Música Hip-Hop/Rap   | Venceu    |       |
| 2014 | Blue Magic                          | Melhor Vídeo de Música      | Indicado  | [ 6 ] |